# 柏林1920年代
柏林的黄金1920年代是柏林历史、德国历史和欧洲历史上生气勃勃的时代，一直延续到1933年初希特勒掌握政权并扑灭所有对纳粹党的反抗为止。纳粹曾谴责柏林是堕落的避风港。一种尖端、创新的文化在柏林及其周围发展起来，包括高度发展的建筑和设计——包豪斯，1919年至1933年；文学——艾弗烈·德布林的《柏林亚历山大广场》，1929年；电影——弗里茨·朗的《大都会》，1927年，玛莲娜·迪特里茜的《蓝天使》（Der blaue Engel），1930年；绘画——乔治·格罗兹；音乐——贝尔托·布莱希特和寇特·威尔，《三文钱的歌剧》，1928年；文学批评——瓦尔特·本雅明；哲学／心理学——卡尔·荣格，和时尚。这种文化往往被右派视为颓废和破坏社会的。
德国自由主义的魏玛宪法（1919年）在面对右翼暴力时，不能保证一个稳定的政府，1922年拉特瑙遭暗杀，而共产党拒绝与社会党合作。政府开始印刷大量的货币支付第一次世界大战的战争赔款；这造成了惊人的通货膨胀，几乎摧毁了中产阶级的储蓄。然而，1920年代中叶以后，由于美国贷款的帮助，德国经济重新扩张。当时，文化的发展尤为蓬勃。
在这一时期的柏林，电影取得了巨大的技术和艺术的进步，并兴起了有影响力的运动，称为德国表现主义。有声电影变得越来越受全欧洲民众的欢迎，而柏林制作了其中很大一部分。  
这一时期，政治极端主义变得很普遍，共产党和纳粹党在柏林都可以找到。
柏林的全盛期开始于1920年代中叶。它成为欧洲大陆工业化程度最高的城市。柏林-坦佩尔霍夫机场开放于1923年，柏林城铁从1924年开始电气化。柏林还是德国第二大内陆港，所有这一切的基础设施满足了1920年代的400多万柏林人交通和物资的需求。
柏林洪堡大学（原柏林大学）成为德国，欧洲和全世界主要的学术中心。科学尤其幸运 — 从1914年到1933年，爱因斯坦担任柏林威廉皇帝物理研究所（今馬克斯·普朗克學會)所长，直到反犹的纳粹党上台才离开。
所谓的“神秘艺术”在这段时期的柏林经历了复苏占星术、神秘的宗教和非宗教习俗变得较为主流，并被公众接受进入大众文化。

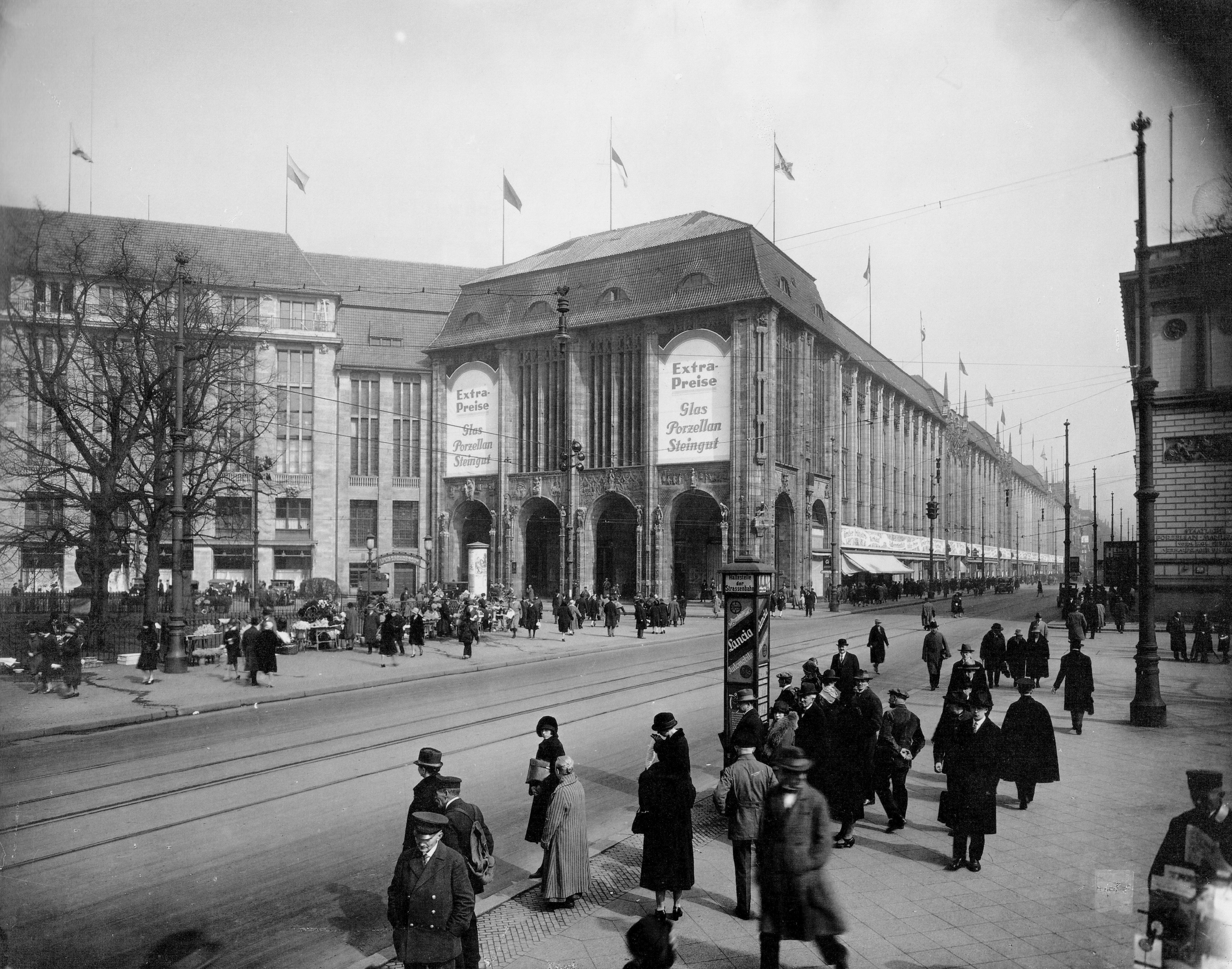
莱比锡广场
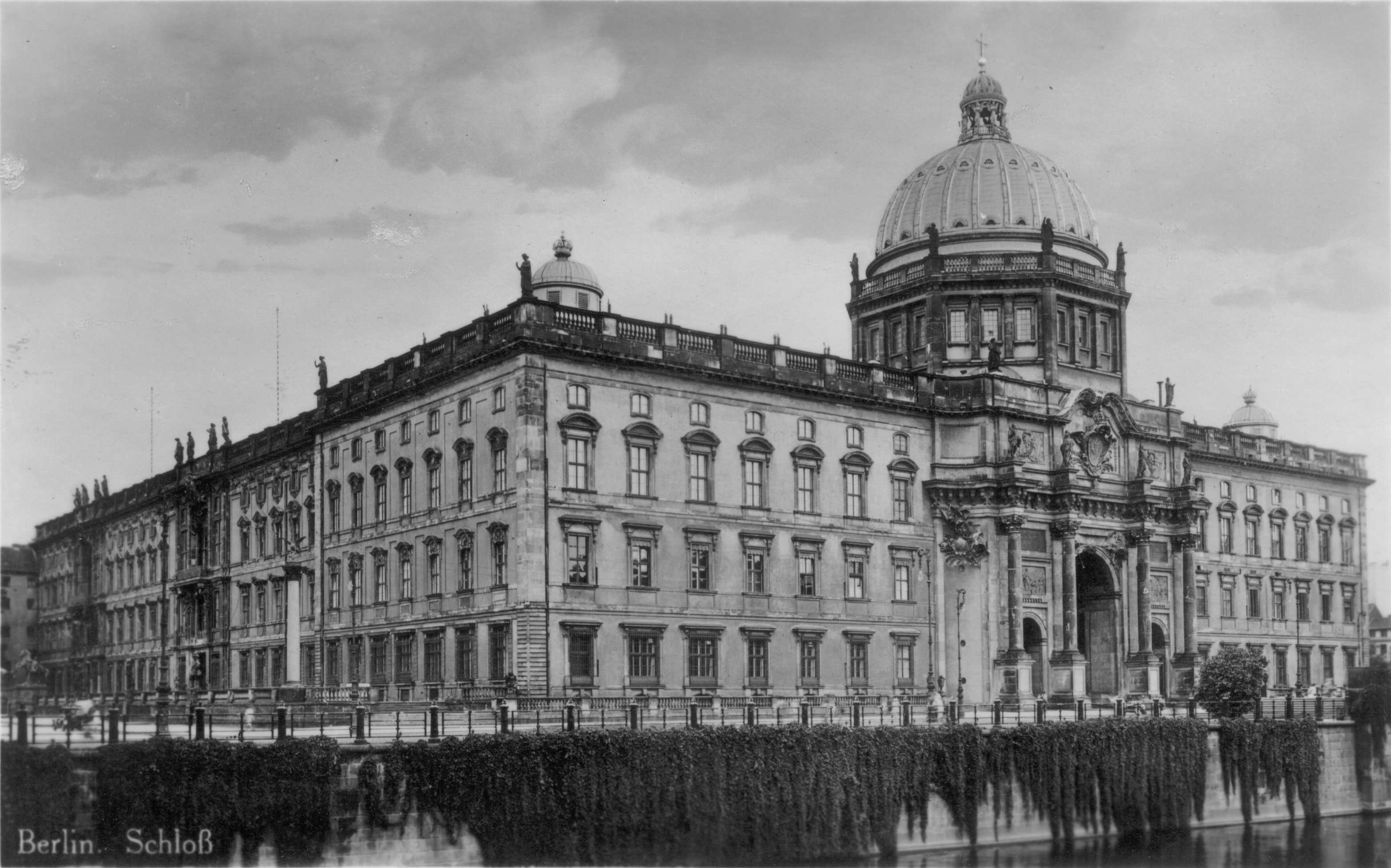
城市宫